# Route nationale 714
Die Route nationale 714, kurz N 714 oder RN 714, war eine französische Nationalstraße, die von 1933 bis 1973 zwischen Guéret und einer Kreuzung mit der Nationalstraße 20 nördlich von Limoges verlief. Ihre Länge betrug 73 Kilometer.